# Ormosia coarctata
Ormosia coarctata är en ärtväxtart som beskrevs av George Jackson. Ormosia coarctata ingår i släktet Ormosia och familjen ärtväxter. Inga underarter finns listade i Catalogue of Life.